# Expolio napoleónico

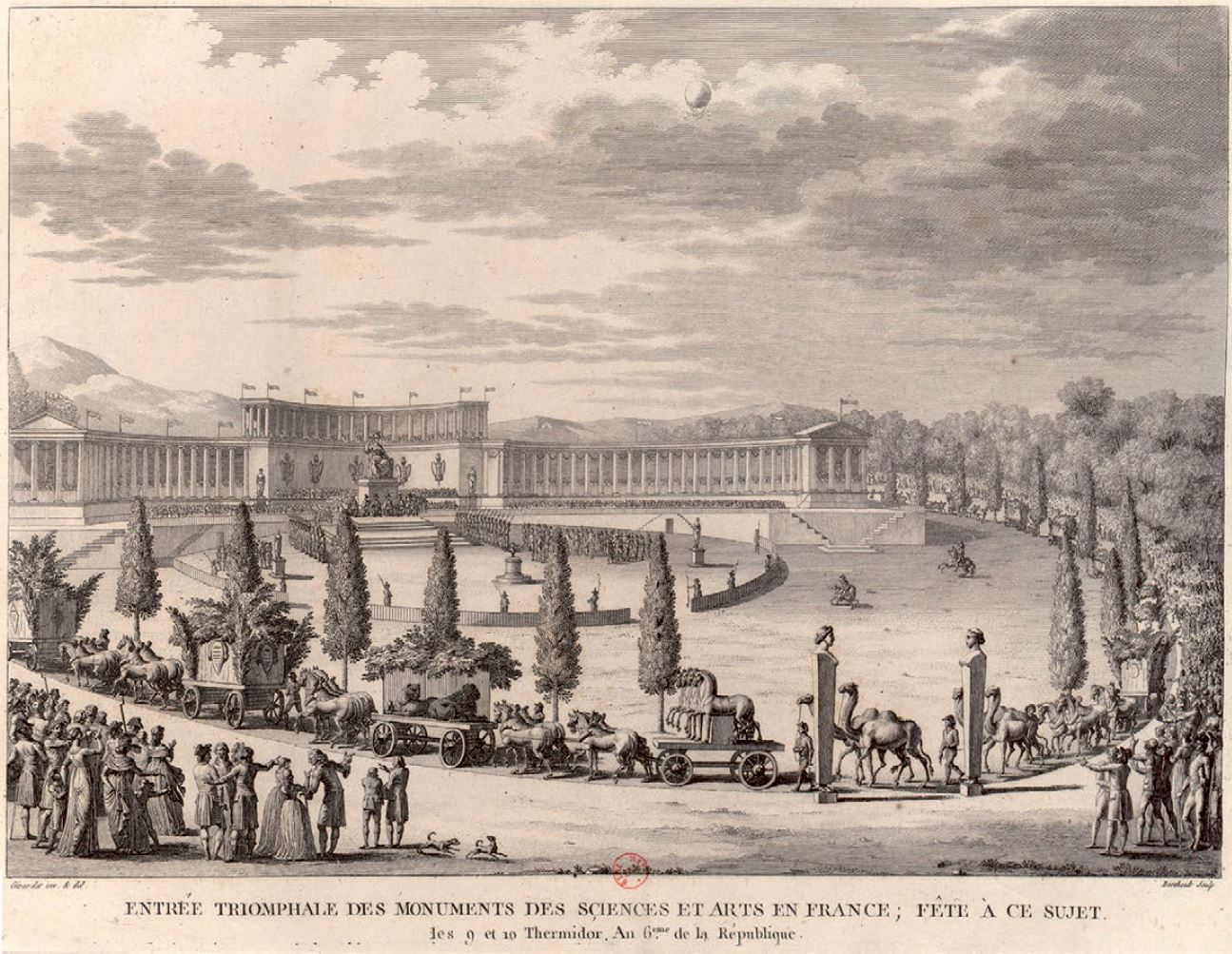
Entrada a París de la procesión de obras saqueadas por Napoleón Bonaparte después de la primera campaña italiana, durante las guerras revolucionarias francesas.

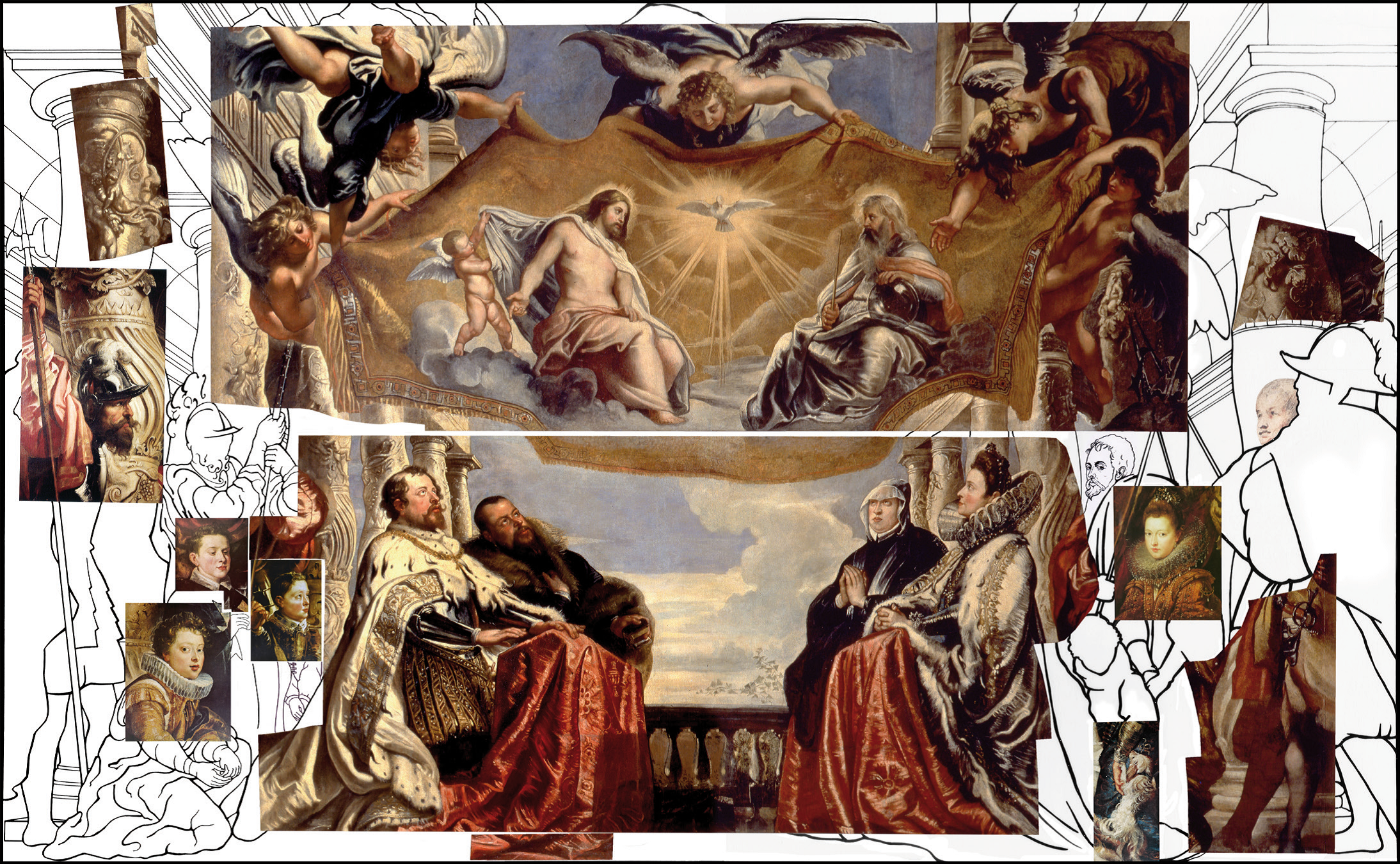
Reconstrucción de Trinità adorata dalla famiglia Gonzaga (La Trinidad adorada por la familia Gonzaga) por Pedro Pablo Rubens como podría haber aparecido antes de ser cortada por los franceses.

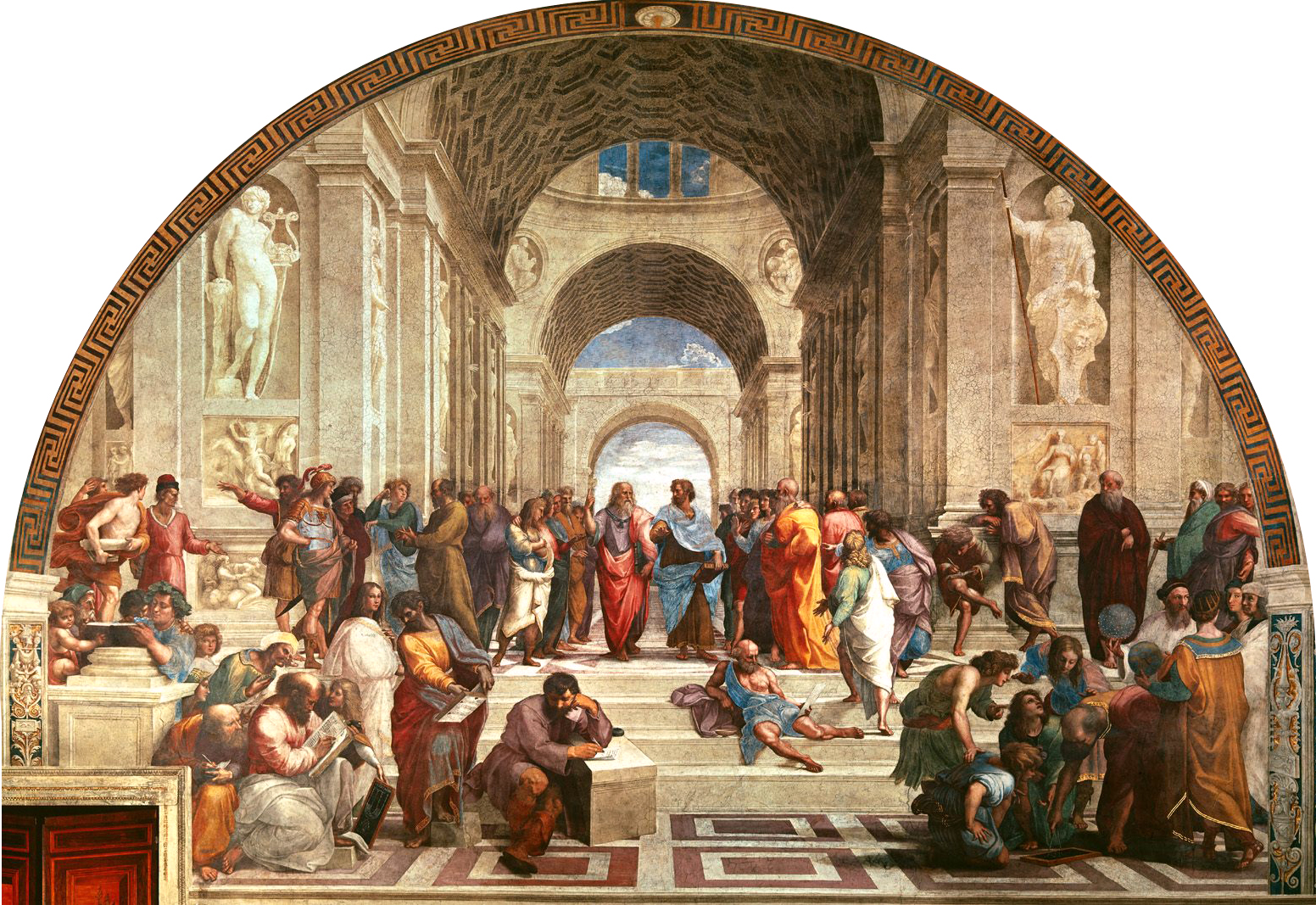
La escuela de Atenas, Rafael, Vaticano. Los funcionarios napoleónicos expresaron el objetivo de separar los frescos de Rafael en el Vaticano.

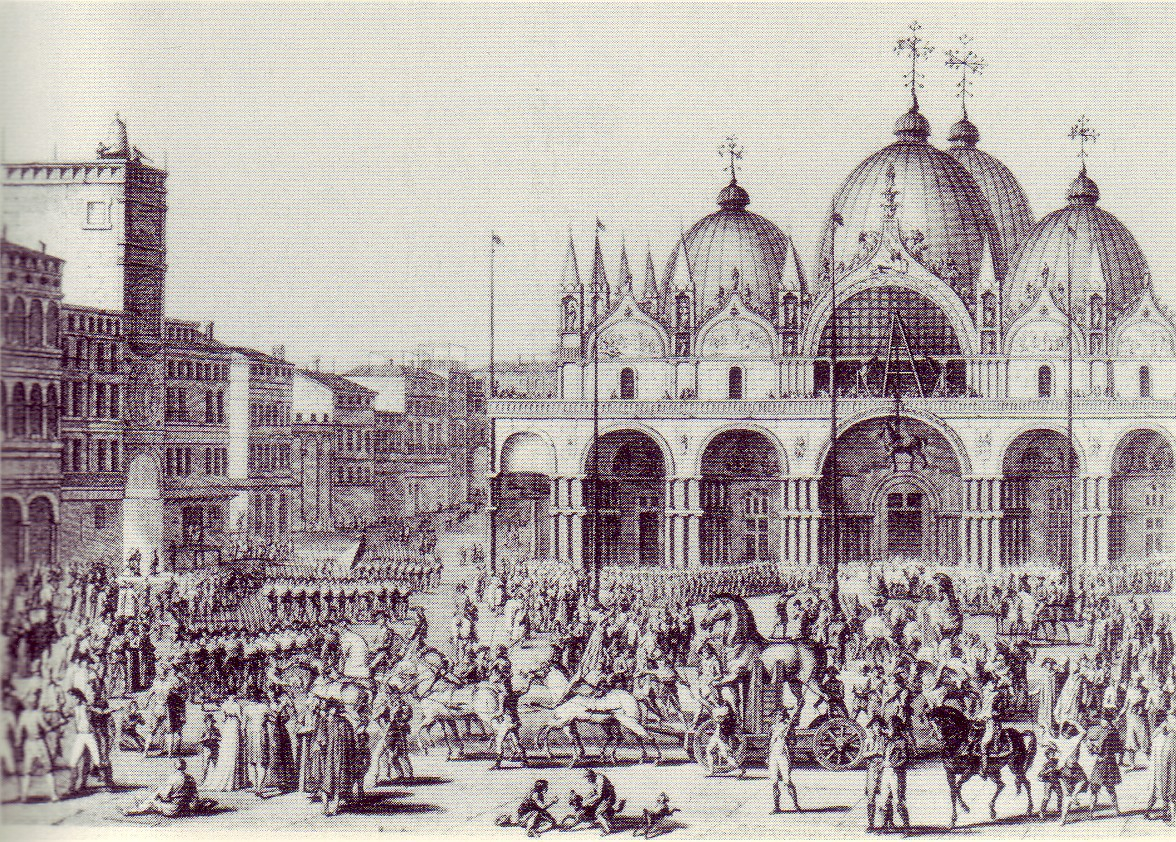
Los caballos de bronce de la Plaza de San Marcos siendo enviadas a París. Venecia, 1797.

La Maestà de Cimabue, originalmente en Pisa en la Iglesia de San Francisco, ahora conservada en el Museo del Louvre, París.

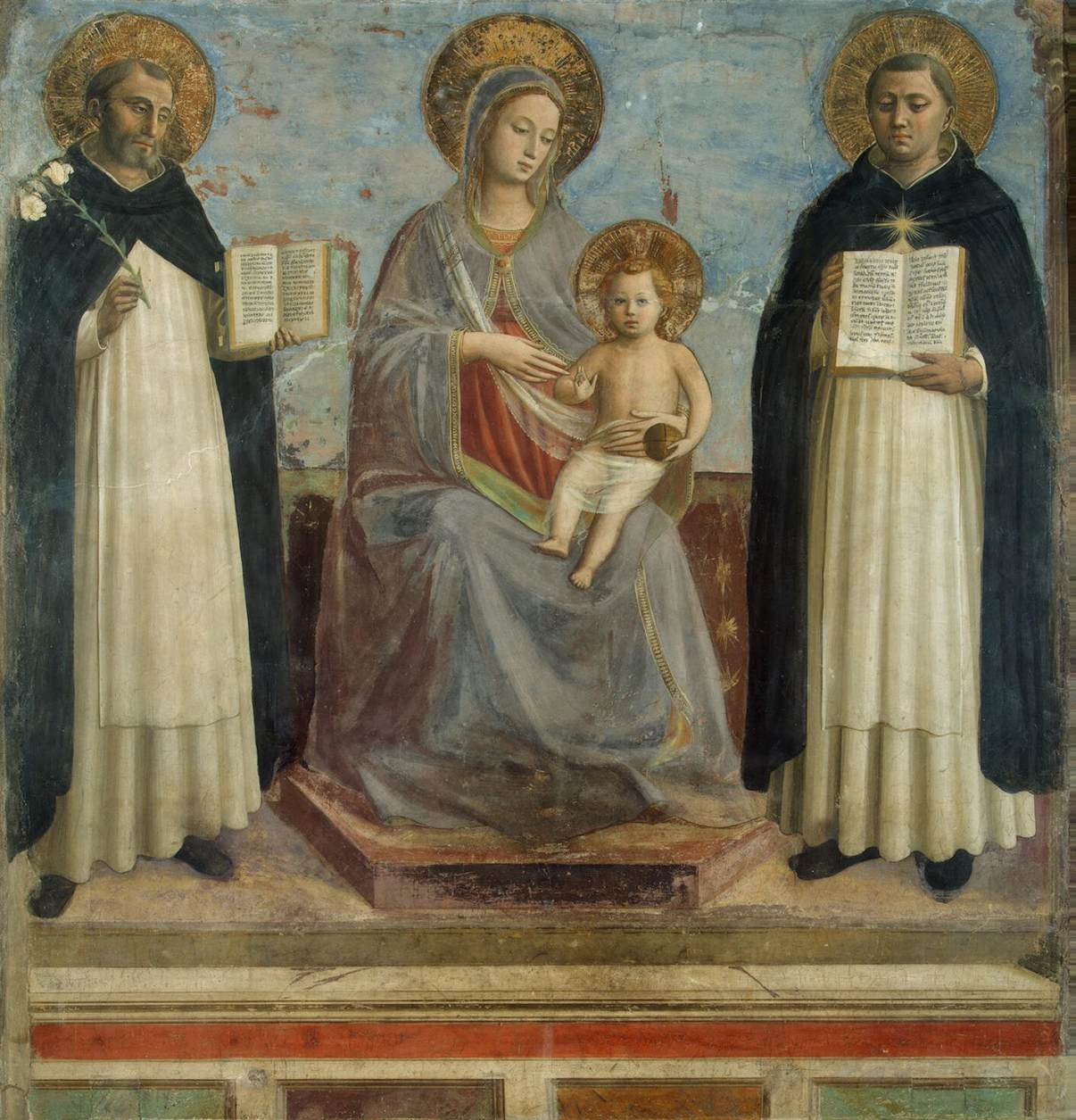
La Vergine col Bambino tra i santi Domenico e Tommaso d'Aquino (Virgen y el Niño entre los santos Domingo y Tomás de Aquino) es un fresco separado de Fra Angélico, anteriormente en el Convento de Santo Domingo en Fiesole, y hoy se conserva en el Museo del Hermitage en San Petersburgo. Se remonta a alrededor de 1435 y mide 196 × 184 cm.

El expolio napoleónico (en francés, spoliations napoléoniennes; en italiano, spoliazioni napoleoniche) fue una serie de robos de bienes, en particular obras de arte (y en general de obras preciosas), realizados por el ejército francés (o por funcionarios de Napoleón Bonaparte) en los territorios del Primer Imperio francés, como la península itálica, España, Portugal, los Países Bajos, Bélgica y Europa Central. El expolio se llevó a cabo constantemente durante veinte años, desde 1797 hasta el Congreso de Viena en 1815. Según el historiador Paul Wescher, el expolio napoleónico representó «el mayor movimiento de obras de arte de la historia», que también resultó en varios daños a las obras, afirmando que «es difícil establecer exactamente cuántas obras de arte de valor único se destruyeron o se perdieron en esos días».
Numerosos inventarios de obras con miras a su decomiso fueron realizados por funcionarios designados por el propio Napoleón entre la población local, como la comisión del Tratado de Tolentino donde se nombraban funcionarios dentro de la comunidad del gueto de Ancona.
Durante el Congreso de Viena en Austria; ésta, España, los estados alemanes e Inglaterra ordenaron la devolución inmediata de todas las obras robadas «sin ninguna negociación diplomática» argumentando que «el despojo sistemático de las obras de arte es contrario a los principios de justicia y las reglas de la guerra moderna». Finalmente, se afirmó el principio de que no podía haber ningún derecho de conquista que permitiera a Francia quedarse con el fruto del saqueo militar y que todas las obras de arte debían ser devueltas.
Según el historiador Mackay Quynn, los estados europeos, pero especialmente los italianos separados de los Alpes por Francia, se vieron enfrentados a unos costes de transporte muy elevados y a la obstinada resistencia de la administración francesa. Prusia, a quienes se les negó el acceso a las galerías del Musée Napoléon (actual Museo del Louvre), amenazaron con enviar al propio director Vivant Denon a prisión en Prusia si no dejaba actuar a sus oficiales. La estrategia función, ya que en menos de unas pocas semanas todas las obras maestras prusianas estaban listas para empacar frente a las puertas del museo. España envió oficiales del ejército junto con un buen número de soldados incluso antes de las conclusiones del Congreso de Viena, quienes, rompiendo las puertas del Musée Napoléon, se llevaron todas las obras a la fuerza. Bélgica y Austria también enviaron su ejército, sin esperar la conclusión del Congreso de Viena. Debe recordarse cómo los expolios napoleónicos tuvieron una larga secuela en la historia europea. Durante la guerra franco-prusiana, la Alemania de Otto von Bismarck pidió a la Francia de Napoleón III que devolviera las obras de arte que aún se conservaban desde la época del saqueo napoleónico, pero que no habían sido devueltas. En cuanto a las ciudades italianas, estas se movían desunidas, lentas y desorganizadas, sin el apoyo de un ejército nacional, un cuerpo diplomático motivado, y en el desinterés de las dinastías extranjeras por los símbolos nacionales, además de pagar los gastos de su propia expedición.
En Italia, el saqueo napoleónico no solo se limitó a robos y vandalismo. En busca de oro y plata, los oficiales franceses fundieron la Joya de Vicenza de Andrea Palladio, y también intentaron fundir las obras del maestro orfebre manierista Benvenuto Cellini. Los napoleónicos cortaron en pedazos el Rubens más grande de Italia, el Trinita Gonzaga, para venderlo mejor en el mercado. Se fundió el tesoro de la Basílica de San Marcos, se quemó el Bucintoro, el buque insignia de la flota veneciana para recuperar el oro de las decoraciones, y se desmanteló el Arsenal de Venecia, todavía lleno de los trofeos militares de la Serenissima. Los franceses intentaron en varias ocasiones desarrollar técnicas que les permitieran despegar los frescos, con un daño estructural considerable tanto en las obras como en las paredes. En 1800, la deposición de ua obra Daniele da Volterra de la capilla de Orsini en Trinità dei Monti en Roma, a través del desprendimiento de bloques, causó daños tan graves a toda la estructura que la remoción tuvo que ser interrumpida y el muro restaurado por Pietro Palmaroli, renunciando a enviarlo a París. Se hicieron intentos similares en la Iglesia de San Luigi dei Francesi, pero se abandonaron debido al daño causado a los frescos. Según el historiador de arte Steinman, estos intentos no deben leerse de forma aislada, ya que el objetivo real de los oficiales franceses era separar los frescos de Rafael de las salas del Vaticano y enviar la Columna de Trajano a Francia..
Para Lombardía y Véneto, que estaban bajo los Habsburgo de Austria, el gobierno de Viena negoció, pero no solicitó, las obras de arte retiradas de las iglesias, como La coronación de espinas de Tiziano, encargada para la iglesia de Santa Maria delle Grazie en Milán, que no fue devuelta porque no fue solicitada oficialmente al gobierno francés. El gobierno toscano, bajo los Habsburgo-Lorena, no solicitó las obras maestras robadas de las iglesias alegando que servirían para dar a conocer la grandeza del arte toscano, dejando así obras maestras absolutas en Francia como Los estigmas de San Francesco de Giotto, el Maestà de Cimabue o La coronación de la Virgen de Fra Angélico. Para Parma, bajo la exesposa de Napoleón, María Luisa de Austria, adoptó un mediador, dejando la mitad de las obras en Francia y repatriando la otra mitad. El gobierno pontificio prefirió no pedirlo todo, especialmente las pinturas conservadas en los museos de las provincias francesas como muchos peruginos robados de las iglesias de Perugia, para no perturbar la recristianización de la campiña francesa surgida del jacobinismo. Antonio Canova, delegado por el Estado de la Iglesia para la repatriación, estaba dotado de una documentación de archivo muy limitada y contaba con oficiales del ejército austríaco. Según el catálogo de Canova, de las 506 pinturas traídas a Francia, 248 permanecieron en Francia, 249 regresaron a Italia, y nueve fueron señaladas como imposibles de rastrear, un caso raro en Europa de obras catalogadas y no devueltas.